# Bugry (Fatesch)
Bugry (russisch Бугры) ist ein Dorf (derewnja) in der Oblast Kursk in Russland. Es gehört zum Rajon Fatesch und zur Landgemeinde (selskoje posselenije) Mileninski selsowjet.

## Geographie
Der Ort liegt gut 43 Kilometer Luftlinie nordwestlich des Oblastverwaltungszentrums Kursk im südwestlichen Teil der Mittelrussischen Platte, 3 Kilometer östlich des Rajonverwaltungszentrums Fatesch, 1 Kilometer vom Sitz des Dorfsowjet – Milenino, 107 Kilometer von der Grenze zwischen Russland und der Ukraine, am Fluss Ussoscha (linker Nebenfluss der Swapa im Becken des Seim).

### Klima
Das Klima im Ort ist wie im Rest des Rajons kalt und gemäßigt. Es gibt während des Jahres eine erhebliche Niederschlagsmenge. Dfb lautet die Klassifikation des Klimas nach Köppen und Geiger.

## Bevölkerungsentwicklung
| Jahr | Einwohner |
| ---- | --------- |
| 2002 | 153       |
| 2010 | 173       |

Anmerkung: Volkszählungsdaten

## Verkehr
Bugry liegt 4 Kilometer von der Fernstraße föderaler Bedeutung M2 „Krim“ als Teil der Europastraße E105, 26 Kilometer von der Straße regionaler Bedeutung 38K-018 (Kursk – Ponyri), 5 Kilometer von der Straße 38K-039 (Fatesch – 38K-018), 1 Kilometer von der Straße interkommunaler Bedeutung 38N-210 (M2 „Krim“ – Sykowka – Maloje Annenkowo – 38K-039), an der Straße 38N-211 (38N-210 – Bugry) und 27 Kilometer vom nächsten Bahnhof Wosy (Eisenbahnstrecke Orjol – Kursk) entfernt.
Der Ort liegt 166 Kilometer vom internationalen Flughafen von Belgorod entfernt.